# Un dimanche à New York
Pour plus de détails, voir Fiche technique et Distribution.
Un dimanche à New York (titre original : Sunday in New York) est un film américain réalisé par Peter Tewksbury et sorti en 1963.

## Synopsis
Eileen Tyler (Jane Fonda) est une jeune femme de 22 ans, qui est critique musicale à Albany au sein du journal Times Union. Elle se remet difficilement de sa rupture avec Russ (Robert Culp), un beau parti de la ville d'Albany. Elle décide alors d'aller à New York et de rendre visite à son frère Adam (Robertson), un pilote de ligne. Eileen se confie à son frère concernant ses inquiétudes par rapport à sa virginité, elle croit être la seule vierge de 22 ans au monde. Son frère la rassure et lui garantit que le sexe n'est pas la seule chose que recherche les hommes, il insiste en disant qu'il préserve également sa virginité. Evidemment, Adam ment à sa sœur, et reprend la suite de son rendez-vous avec sa petite amie officieuse, Mona. Cependant, le rendez-vous d'Adam avec Mona ne se passe pas comme prévu et est interrompu par des problèmes liés à son travail. Pendant ce temps, Eileen souhaite prendre du bon temps à New-York, elle semble avoir trouvé le parfait acolyte : Mike (Taylor), un homme qu'elle rencontre dans le bus. Mais les choses se compliquent lorsque Russ débarque.

## Fiche technique
- Titre : Un dimanche à New York
- Titre d’origine : Sunday in New York
- Réalisation : Peter Tewksbury
- Scénario : Norman Krasna d'après une pièce de Norman Krasna
- Musique : Peter Nero
- Photographie : Leo Tover
- Montage : Fredric Steinkamp
- Direction artistique : Edward C. Carfagno et George W. Davis
- Décorateur de plateau : Henry Grace et George R. Nelson
- Costumes : Orry-Kelly et Joan Joseff
- Producteur : Everett Freeman
- Société de production : Metro-Goldwyn-Mayer et Seven Arts Productions
- Société de distribution : Metro-Goldwyn-Mayer
- Pays de production :  États-Unis
- Langue : anglais
- Format : Couleur (Metrocolor) — 35 mm — 1.85:1 - Son : son monophonique : (Westrex Recording System)
- Genre : Comédie romantique
- Durée : 105 minutes
- Dates de sortie : 
  - États-Unis : 13 novembre 1963
  - France : 6 mars 1964
- Affiches : Raymond Elseviers (Belgique), Reynold Brown (États-Unis), Roger Soubie (France)

## Distribution
- Jane Fonda  (VF : Michele Bardollet) : Eileen, Adam's sister
- Rod Taylor  (VF : Jean-Louis Jemma) : Mike Mitchell
- Cliff Robertson  (VF : Serge Sauvion) : Adam (vf : Tom)
- Robert Culp : Russ Wilson
- Jo Morrow (en) : Mona Harris
- Jim Backus  (VF : William Sabatier) : Pilote en chef Drysdale
- Peter Nero : Lui-même

### Revue de presse
- Jean-Elie Fovez, « Un dimanche à New York », Téléciné, no 116, Paris, Fédération des Loisirs et Culture Cinématographique (FLECC), mai-juin 1964,  (ISSN 0049-3287)